# Ålands centralandelslag
Ålands centralandelslag (ÅCA) i Jomala grundades 1921 som ett centrallag för de åländska andelsmejerierna. År 1967 fusionerades alla mejerier till ett gemensamt andelsmejeri för hela Åland. Företagets mejeri som finns i Jomala verkar under namnet Ålands centralandelslag. Sedan 1951 driver man även bageriverksamhet. Bageriet fusionerades 1993 med Ämnäs hembageri och fick då namnet Ålandsbagaren. År 2006 var antalet anställda 52.